# Emir Sulejmanović
Emir Sulejmanović, né le 13 juillet 1995, à Rogatica, enBosnie et Herzegovine est un joueur bosnien-finlandais, de basket-ball. Il évolue au poste d'ailier fort.

## Palmarès
- Coupe Slovénie 2013